# Mario Clößner
Mario Clößner (* 7. Dezember 1983 in Daubhausen) ist ein ehemaliger deutscher Handballspieler.
Der 1,97 m große und 103 kg schwere Kreisläufer begann beim TSV Daubhausen mit dem Handballspiel. Später ging er zur HSG Wetzlar, bei der er auch ab 2002 in der Bundesliga-Mannschaft spielte. 2007 wechselte er zum Zweitligisten ASV Hamm, mit dem ihm 2009/10 der Aufstieg ins Oberhaus gelang. Mit der neugegründeten Spielgemeinschaft HSG Ahlen-Hamm musste er 2010/11 allerdings sofort wieder absteigen. Daraufhin verpflichtete ihn der Erstligist TSV Hannover-Burgdorf. Seine Zeit bei den Recken war geprägt von Knieproblemen, speziell ein Knorpelschaden zwang ihn zu einer fast einjährigen Pause bis März 2013. Nachdem sein bis Sommer 2013 laufender Vertrag zunächst auslief und er vereinslos war, kehrte er im November 2013 zu den Niedersachsen zurück und kam auch zu Einsätzen im EHF Europa Pokal 2013/14. Im Sommer 2014 beendete er seine Karriere.